# Gran Premio de Macao de 2020
El Gran Premio de Macao de 2020 (oficialmente 67th Macau Grand Prix – Formula 4 Macau Grand Prix) fue la sexagésima séptima edición de esta competencia. Se disputó el 22 de noviembre en el circuito da Guia, Macao.
Fue la primera edición que se disputará con monoplazas de Fórmula 4. Formó parte del calendario 2020 del Campeonato de China de Fórmula 4.

## Participantes
Todos los participantes competirán con el monoplaza Mygale M14-F4-Geely.
| Escudería              | N.º | Piloto           |
| ---------------------- | --- | ---------------- |
| Smart Life Racing Team | 2   | Hon Chio Leong   |
| Smart Life Racing Team | 22  | He Zijian        |
| Pointer Racing         | 3   | Allen Lo         |
| BlackArts Racing Team  | 7   | Oscar Gao        |
| BlackArts Racing Team  | 11  | Zhu Yuanjie      |
| Asia Racing Team       | 17  | Stephen Hong     |
| Asia Racing Team       | 26  | Yu Songtao       |
| Champ Motorsport       | 21  | Zeng Yucheng     |
| Grid Motorsport        | 23  | Neric Wei        |
| LEO GEEKE Team         | 32  | Li Sicheng       |
| LEO GEEKE Team         | 48  | James Wong       |
| SUNMAX Racing Team     | 33  | Shang Zongyi     |
| SUNMAX Racing Team     | 56  | Jing Zefeng      |
| Henmax Motorsport      | 61  | Han Yingfu       |
| Privado                | 8   | Liu Yang         |
| Privado                | 28  | Wing Chung Chang |
| Privado                | 95  | Zheng Hui        |
| Fuente:                |     |                  |